# Гюлляч
Гюлляч (тур. Güllaç) — турецький десерт, який готують із молока, граната та особливого виду тіста. Традиційно його готують під час Рамадану. 

## Загальний опис
Гюлляч розглядають як походження баклави. Два десерти досить схожі між собою: наприклад, використанням тонких шарів тіста і горіхами між ними. Тісто для гюлляча готують із кукурудзяного крохмалю та пшеничного борошна, хоча в минулому його робили тільки з пшеничного крохмалю. Гюлляч містить волоські горіхи між шарами, які кладуть у молоко. 

## Поширення та походження
Перша його відома згадка — у книзі «Іньшань Чженяо» (飮膳正要) XIV століття, посібнику з продуктів харчування та здоров'я, написаному Ху Сихуеєм (忽思慧), лікарем монгольського двору династії Юань. Книга документує насамперед монгольські та тюркські страви, на які мало вплинула китайська кухня. 
Гюлляч використовували для приготування гюлляч локми та гюлляч баклави, старовинних турецьких десертів, які готували за Османської імперії. Слово тур. Güllaç походить від поєднання слів Güllü і aş, що означає «їжа з трояндами». Хоча сам десерт може містити листя троянди та трояндовий сироп, назва пов’язана із формою шарів, які схожі на листя троянди. 